# Чайванов, Борис Борисович
Бори́с Бори́сович Чайванов (род. 1 ноября 1943, Москва) — советский и российский физикохимик, доктор химических наук, лауреат Государственной премии СССР (1976) и Ленинской премии (1984).

## Биография
Отец — Чайванов Борис Владимирович (1911), дед — Чайванов Владимир Николаевич (1877—1964), генерал ВЧК, был близок к Дзержинскому.
Окончил химический факультет МГУ (1965).
Работает в ИАЭ имени И. В. Курчатова: младший, старший научный сотрудник, руководитель группы, в настоящее время (2017) — руководитель Научно-технической дирекции; заместитель директора по научной работе по направлению технологии и разработки двойного назначения.
В 1996 получил премию «В области создания вооружения и военной техники»
Автор более 150 публикаций по темам:
- химическая физика атомов и радикалов, химия и технология неорганических фторсодержащих окислителей, в том числе соединений благородных газов.
- безопасность и устойчивость топливно-энергетического комплекса.
- физика объемного горения и взрыва топливно-воздушных смесей.

Сын — Чайванов Дмитрий Борисович (1968), кандидат физико-математических наук, начальник лаборатории нейростимуляции НИЦ «Курчатовский институт».

## Награды
- Государственная премия СССР 1976 года — за синтез и исследование физико-химических свойств соединений благородных газов.
- Ленинская премия 1984 года
- Государственная премия Российской Федерации имени Маршала Советского Союза Г. К. Жукова 2006 г.

## Книги
- Гельфанд Б. Е., Попов О. Е., Чайванов Б. Б. Водород: параметры горения и взрыва. — М.: ФИЗМАТЛИТ, 2008. — 288 с. — ISBN 978-5-9221-0898-0.
- Химия. Энергетика. Безопасность [Текст] / В. А. Легасов; соавт. Ю. Г. Кирьянов, В. П. Прусаков, В. Г. Сыркин, Б. Ф. Мясоедов, Б. Б. Чайванов, А. Л. Бучаченко [и др.]; сост. Л. В. Кравченко, М. М. Легасова, В. К. Попов ; Рос. акад. наук. Отд-ние химии и наук о материалах, «Курчат. ин-т», Рос. науч. центр. — Москва : Наука, 2007. — 411, [1] с. : [7] л. ил. ; 24 см. — (Памятники отечественной науки. XX век : осн. в 2005 г. / гл. редкол.: акад. Ю. С. Осипов (пред.) [и др.]). — Библиогр. в конце разделов и в подстроч. примеч. -Библиогр. опубл. тр. акад. В. А. Легасова: с. 395—410. — 1000 экз.. — ISBN 978-5-02-035893-5 (в пер.)